# جزیره کولگویف
جزیره کولگویف (به لاتین: Kolguyev Island) یک جزیره در روسیه است که در اقیانوس منجمد شمالی واقع شده‌است.

## خصوصیات
جزیره کولگویف ۳٬۴۹۷ کیلومترمربع مساحت و ۳۰۰ نفر جمعیت دارد و ۱۶۶ متر بالاتر از سطح دریا واقع شده‌است.

## نگارخانه

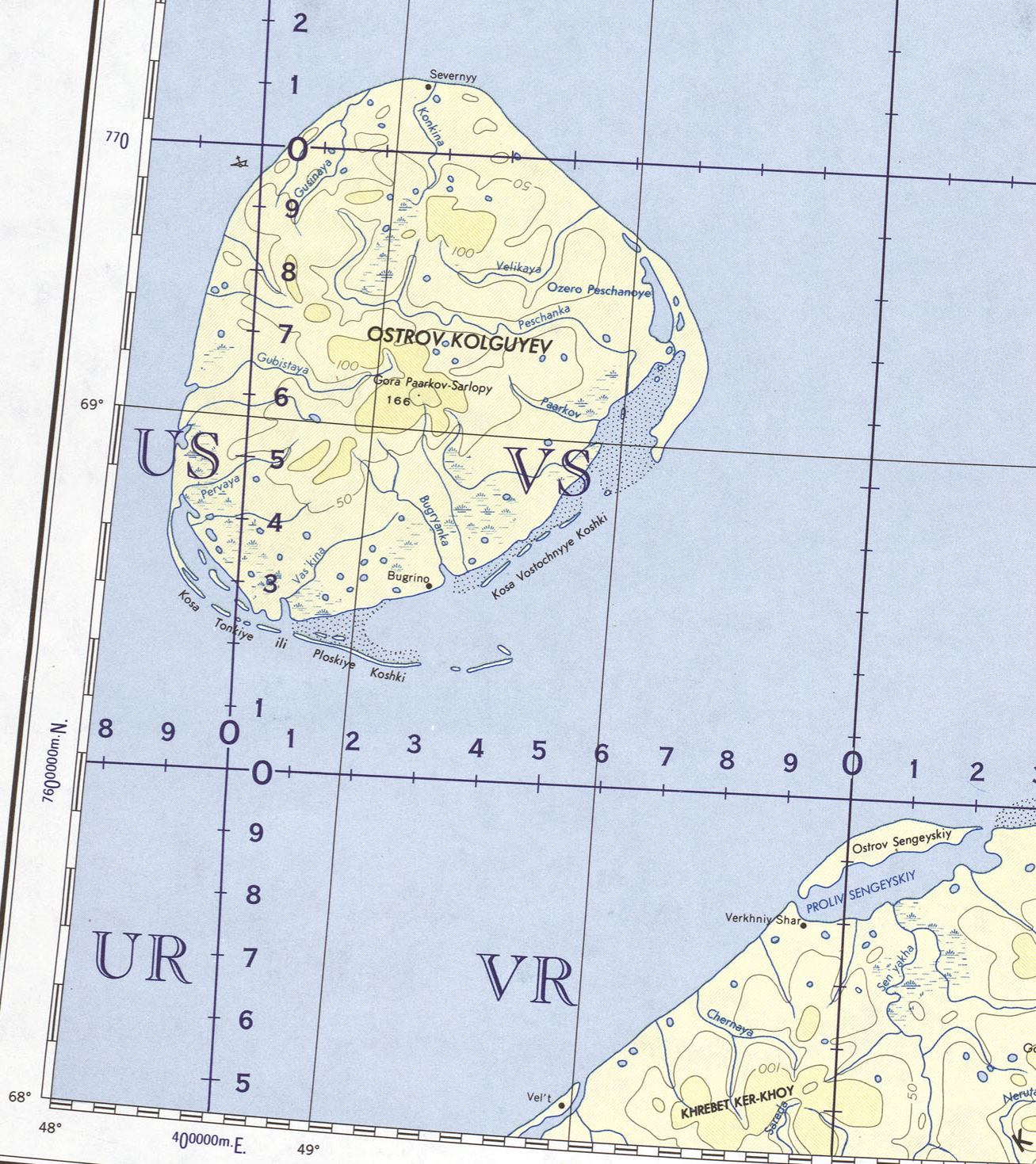